# Dasylirion wheeleri
Dasylirion wheeleri ist eine Pflanzenart der Gattung Dasylirion in der Familie der Spargelgewächse (Asparagaceae). Ein englischer Trivialname ist „Wheeler’s Blue Sotol“.

## Beschreibung
Dasylirion wheeleri  bildet einen robusten Stamm von 50 bis 150 cm Höhe. Die variablen, unregelmäßig angeordneten wachsartigen, gedrehten, bläulichen Laubblätter sind 40 bis 110 cm lang und 15 bis 25 mm breit. Die kräftigen Randdornen sind unregelmäßig nach oben gerichtet.
Der dünne, rispige Blütenstand wird 2 bis 5 m hoch. Die zahlreichen Blüten sind gelb.
Die eiförmigen Kapselfrüchte enthalten einen Samen und sind 5 bis 7 mm lang und 4 bis 5 mm breit. Die dreikantigen goldbraunen Samen sind 3 mm lang und 2,5 mm breit.
Die Blühperiode reicht von Mai bis August.
Die Chromosomenzahl beträgt 2n = 38.

## Verbreitung und Systematik
Dasylirion wheeleri ist in Mexiko in den Bundesstaaten Sonora und Chihuahua sowie in den USA in Texas, Arizona und New Mexico in Höhen von 1000 bis 1800 m verbreitet. Es wächst an steinigen Hängen, in offenem Grasland und offenem Waldland vergesellschaftet mit Yucca treculiana, Agave toumeyana subsp. bella, Agave lechuguilla, Nolina microcarpa und verschiedenen Opuntia-Arten.
Die Erstbeschreibung erfolgte 1878 durch Joseph Trimble Rothrock. Ein Synonym ist Dasylirion wheeleri var. wislizeni Trel.
Dasylirion wheeleri ist ein Mitglied der Sektion Glaucophyllum. Charakteristisch ist die Blattstruktur mit den typischen nach oben gerichteten unregelmäßig angeordneten kräftigen Randdornen. In den Überlappungsgebieten existieren Zwischenformen mit Dasylirion texanum.
Dasylirion wheeleri kann bei trockenem Stand kurze Frostperioden bis minus 15 °C überstehen.

## Nachweise